# Bataille de La Créancière
Guerre de Vendée
Batailles
La bataille de La Créancière a lieu le 15 janvier 1796 lors de la deuxième guerre de Vendée.

## Prélude
Après sa défaite à la Bataille de La Bruffière et l'échec de son expédition vers l'Anjou, Charette demeure constamment en mouvement dans les environs du Poiré-sur-Vie, de Belleville, de Saligny et de Dompierre. Abandonné par la plupart de ses combattants, il ne dispose alors plus que de quelques centaines d'hommes sous ses ordres. Principalement des émigrés et des déserteurs. Afin d'éviter les colonnes de Travot sur ses traces, il se déplace principalement avec des cavaliers et utilise les bois des Gâts comme repaire.

## Déroulement
Cependant, le 15 janvier 1796, à la pointe du jour, les troupes de Travot et de Charette se rencontrent à La Créancière, près de Dompierre-sur-Yon. Les républicains prennent rapidement l'avantage. D'après le général républicain, onze hommes suffisent à mettre en déroute les Vendéens et à sabrer les fuyards.

## Pertes
D'après l'adjudant-général Travot, 25 à 30 cavaliers vendéens sont tués. Hoche évoque pour sa part la mort de 20 cavaliers,. Deux amazones sont également capturées, dont l'une est selon Hoche la maîtresse du général vendéen,.

## Conséquences
Après le combat, Travot capture dix cavaliers et quelques fantassins vendéens à La Bignonière, près de Saligny, sur dénonciation d'un paysan,. Douze autres rebelles sont ensuite faits prisonniers près de la forêt des Gâts. Travot écrit : « J'ai vu que le découragement est chez eux à un point qui doit désarmer le chef ». Il est cependant contraint d'abandonner la poursuite pour ravitailler ses hommes en pain. Pour gagner en rapidité, il décide également à cette époque de diviser ses troupes en deux petites colonnes fortes chacune de 300 fantassins et 25 cavaliers.